# Rozvány Jenő
Rozvány Jenő (Nagyszalonta, 1878. december 28. – Moszkva, 1938. május 20.) ügyvéd, közíró, szerkesztő.

## Életútja
Elődei a 18. században hagyták el Macedóniát és telepedtek le Nagyszalontán. Nagyapja és apja Arany János barátja. Középiskolába szülővárosában, Nagyváradon és Rozsnyón járt, jogot Budapesten és Berlinben hallgatott, doktorátust Budapesten szerzett (1900). Ügyvéd Nagyszalontán és Nagyváradon. Egyetemi évei alatt megismerkedett a marxizmussal, kapcsolatba került a munkásmozgalommal, s teljes életét annak szolgálatába állította. 1900-tól tagja a Magyarországi Szociáldemokrata Pártnak; 1907 decemberétől szerkesztője a nagyváradi Munkás Újságnak, de közöl a Jövőben, a Világosságban és a kolozsvári Szocializmusban is. 1907-ben részt vesz a II. Internacionálé stuttgarti kongresszusán. 1910-ben A gazdasági élet története címmel népszerűsítő füzetet ad ki. 1912-ben küldött a szocialisták bázeli rendkívüli kongresszusán. Többször letartóztatják és elítélik közrend elleni kihágás és sajtóvétség címén.
Az első világháborúban fogságba esik, megtanul olaszul és magyarra fordítja Marx több írását (köztük a Kommunista Kiáltványt és A tőke egy részét).
1919 augusztusában tért haza Nagyváradra. Jelentős szerepet vállalt a magyar és román munkássajtó megteremtésében. Az Erdélyi Népszava főszerkesztője, a Brassóban megjelent Dreptatea című román munkáslap szerkesztője; az Erdélyi Szikra munkatársa. Ezekben s más brassói, marosvásárhelyi és bukaresti munkáslapokban főként a parasztság helyzetével és a nemzetiségi kérdéssel foglalkozott. Részt vett a Kommunisták Romániai Pártja I. (alakuló) kongresszusának munkálataiban, s mint annak alapító tagja a nemzetiségi és agrárkérdésről szóló jelentés egyik kidolgozója. Négy román nyelvű kiadványban ismertette és magyarázta a tömegeket érintő új törvényeket (1923-31). Az állami hatóságok letartóztatták, egy évet a bukaresti és jilavai börtönben töltött.
1925 őszétől a legális Munkás-Paraszt Blokk bihari szervezője. Bejut a nagyváradi tanácsba, majd 1931-ben a román parlamentbe is, ahonnan eltávolítják. Közben saját pártjában is harc indult ellene, jobboldali elhajlással vádolják. Az üldöztetések arra késztetik, hogy a Szovjetunióba költözzék. 1932-től Moszkvában Varga Jenő mellett a Világgazdasági és Világpolitikai Intézet tudományos kutatója, megszerzi a doktori címet az olasz fasizmus történetét feltáró dolgozatával (1937). Koholt vádak alapján letartóztatják és 1938-ban kivégzik. A Szovjetunió Legfelsőbb Katonai Bírósága 1956-ban „post mortem” rehabilitálta.
Önálló kötetei (Eugen Rozvan néven): Legea chiriilor (Nagyvárad 1927), Contractele de muncă. Lege privind relațiile juridice ale funcționarilor și muncitorilor (Nagyvárad 1930), Regimul raporturilor dintre proprietari și chiriași (Nagyvárad. 1931), Legea contra cametei (Nagyvárad 1931).